# Kasteel ter Meiren
Kasteel ter Meiren is een kasteel in de tot de Antwerpse gemeente Hoogstraten behorende plaats Meer, gelegen aan de John Lijsenstraat 58-60.

## Geschiedenis
In dit vanouds moerassig gebied werd omstreeks 1935 een jachtslot gebouwd in eclectische stijl, met elementen uit de Vlaamse neorenaissance en het neoclassicisme, dit naar een ontwerp van Jean-Jacques Winders en in opdracht van John Lysen. Daarnaast werd in 1937 een dienstgebouw opgericht, eveneens in -soberder- neorenaissancestijl.

## Gebouw
Een op de vijver gerichte ingangspartij wordt geflankeerd door twee korte vleugels in V-vorm gegroepeerd, elk eindigend in een ronde toren. Het geheel is gebouwd in baksteen met gebruik van zandsteen.
Het interieur omvat onder meer een chambre des maîtres (slaapkamer) en een jachtkamer.
De tuin werd in 1981 aangelegd naar ontwerp van Jacques Wirtz. In 1995 werd een oranjerie bijgebouwd.